# Rathlin
Rathlin (irsky Reachlainn, skotsky Racherie) je ostrov a správní okrsek při severním pobřeží Irska. Z hlediska politicko-administrativního rozdělení Irska se Rathlin nachází v severoirském hrabství Antrim ve Spojeném království a je nejsevernějším územím Severního Irska. Ostrov Rathlin je součástí chráněné krajinné oblasti Antrim Coast and Glens AONB (Area of Outstanding Natural Beauty), vyhlášené v roce 1988.

## Geografie
Ostrov Rathlin leží v severní části Severního průlivu, který se nachází mezi Irskem a Skotskem a spojuje Irské a Hebridské moře. Ostrov má tvar obráceného písmene "L", je přibližně 7 km dlouhý a 4 km široký. Nejbližším místem v Irsku je výběžek Fair Head, vzdálený od nejjižnějšího rathlinského mysu Ushet Point jen zhruba 4 km. Od Mull of Kintyre, nejzápadnějšího bodu na skotském poloostrově Kintyre, je Rathlin vzdálen 25 km (15,5 mil) směrem na západ. Nejbližším přístavem v Irsku je 10 km vzdálený Ballycastle.
Nadmořská výška ostrova se pohybuje od jednotek do desítek metrů, nejvyšším bodem ostrova je Slieveard (134 m n. m.). Větší část pobřeží, zejména na severu a západě ostrova, je skalnatá a lemovaná útesy. Na ostrově jsou desítky větších i menších jezer.

### Geologie
Ostrov je vulkanického původu a jeho vznik je spojen s obdobím třetihorní sopečné činnosti. Rathlin je součástí tzv. Severoatlantické sopečné oblasti (anglicky North Atlantic Igneous Province nebo též British Tertiary Volcanic Province).

### Obyvatelstvo
Na ostrově žije zhruba patnáct desítek obyvatel. Nejvýznamnějším místním sídlem je přístav Church Bay na jižním pobřeží.

Území 22 townlands na Rathlinu

Historicky Rathlin přináležel k území baronství Cary, zahrnujícího oblast kolem Ballycastlu od Portrushe na západě po Cushendun na východě.
Ostrov Rathlin je rozdělen na 22 administrativních jednotek, tzv. townlands (irsky baile fearainn, což je nejmenší administrativní jednotka v Irsku).

### Doprava

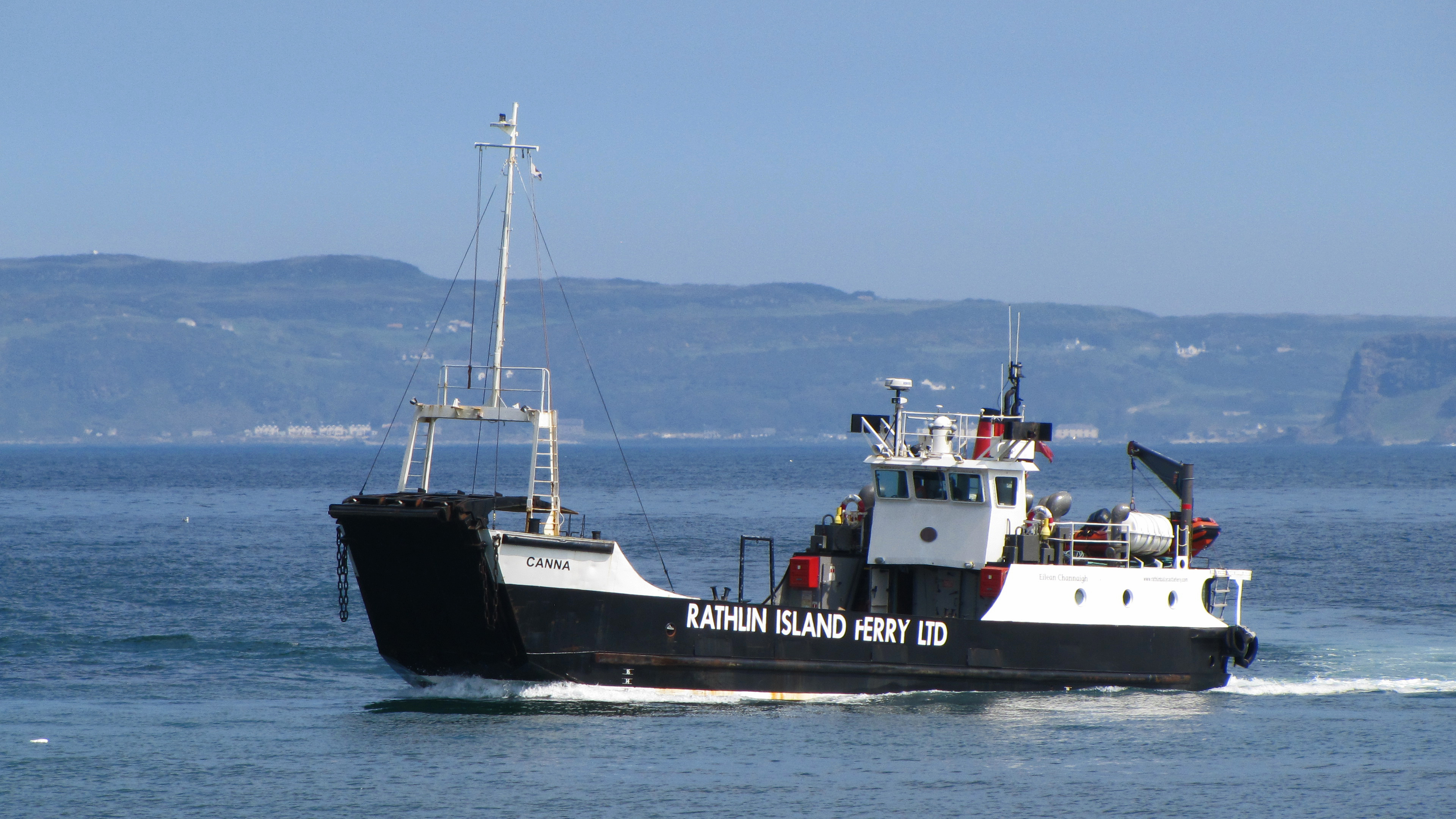
Trajekt Rathlin Express

Mezi Ballycastle a Church Bay zajišťuje dopravní spojení společnost Rathlin Island Ferry Ltd, která provozuje dva druhy lodních spojů. Kromě velkého trajektu, schopného dopravit i menší vozidla, je doprava zajišťována také pomocí rychlého katamaranu, kterému se přezdívá "Rathlin Express". V zimním období je provozováno pět spojů denně, v letní sezóně je počet spojení až dvojnásobný.

## Historie
Ostrov Rathlin byl pravděpodobně znám již od antických dob. Plinius starší zmiňuje ve svém díle ostrov Reginii a Ptolemaios Rhicinu, případně Eggarikennu. V 7. století opat Adomnán z Iony hovoří o Rechru nebo Rechrea insula, což mohl být raný název ostrova. V irské verzi díla Historia Brittonum je spolu s dalšími ostrovy v okolí zmíněna Racha. V Ulsterské kronice je popsán vpád Vikingů na Reachrainn v roce 795.

### Robert Bruce
V roce 1306 Robert Bruce (král Robert I. Skotský) po porážce v bitvách u Methvenu a Strathfillanu (Dalrighu) našel spolu s hrstkou svých věrných útočiště na rathlinském hradě, který patřil skotsko-irskému šlechtickému rodu Bissettů. Od té doby se místnímu hradu začalo říkat též Bruceův hrad (Bruce's Castle).

### Rathlinský masakr
Rathlin, obklopený útesy, sloužil jako útočiště skotským a irským šlechticům a obyvatelům okolních území i v dalších staletích. Dne 26. července roku 1575 došlo na ostrově k události, nazývané Rathlinský masakr. Na místní hrad zaútočilo děly anglické vojsko, vedené Francisem Drakem a Johnem Norreysem, kteří jednali z pověření královny Alžběty I. Na ostrově se v té době ukrývalo několik set uprchlíků z řad příslušníků skotského klanu Mac Donnellů, zejména starých lidí, žen a dětí. Po dobytí hradu angličtí vojáci zde pobili na 200 obránců a dalších více než 400 bezbranných civilistů, kteří se ukrývali na hradě a v místních jeskyních.

### Nová doba
V 19. století na Rathlinu žilo více než tisíc obyvatel. V důsledku tíživé hospodářské situace, stěhování a emigrace se jejich počet postupně snížil téměř na jednu desetinu. V současnosti zde žije okolo 150 stálých obyvatel. Dost podstatnou složkou místní ekonomiky je turismus, zejména v letním období, kdy mnoho návštěvníků míří na ostrov za účelem pozorování zdejší přírody a kolonií mořského ptactva.

### Brexit
Po referendu z 23. června 2016 o tzv. brexitu obyvatelé Rathlinu dali najevo svůj zájem o obnovení historických vazeb se Skotskem ve snaze udržet si dosavadní status členství v Evropské unii.

## Pověst o rathlinském hradu
Na ostrově se traduje pověst, že v dávné minulosti žila na zdejším hradě krásná plavovlasá dívka (anglicky fair-headed girl), která měla několik nápadníků a dvěma z nich věnovala svou přízeň. Jeden z nich byl těžce zraněn a požádal svého sluhu, aby si po jeho smrti s onou dívkou zatančil. Sluha jeho přání splnil a pustil se s dívkou do tance na okraji místních útesů. Tančili stále rychleji, až se z útesu zřítili do moře. Tělo utonulé dívky pak moře vyplavilo na protějším irském břehu u velkých útesů, kterým se od té doby říká "Fairhead".

## Fotogalerie

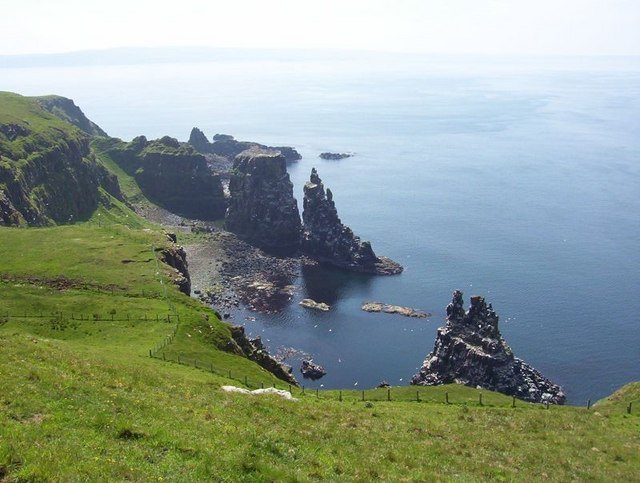
Ptačí rezervace Kebble na západě ostrova
Cesta ve vnitrozemí ostrova
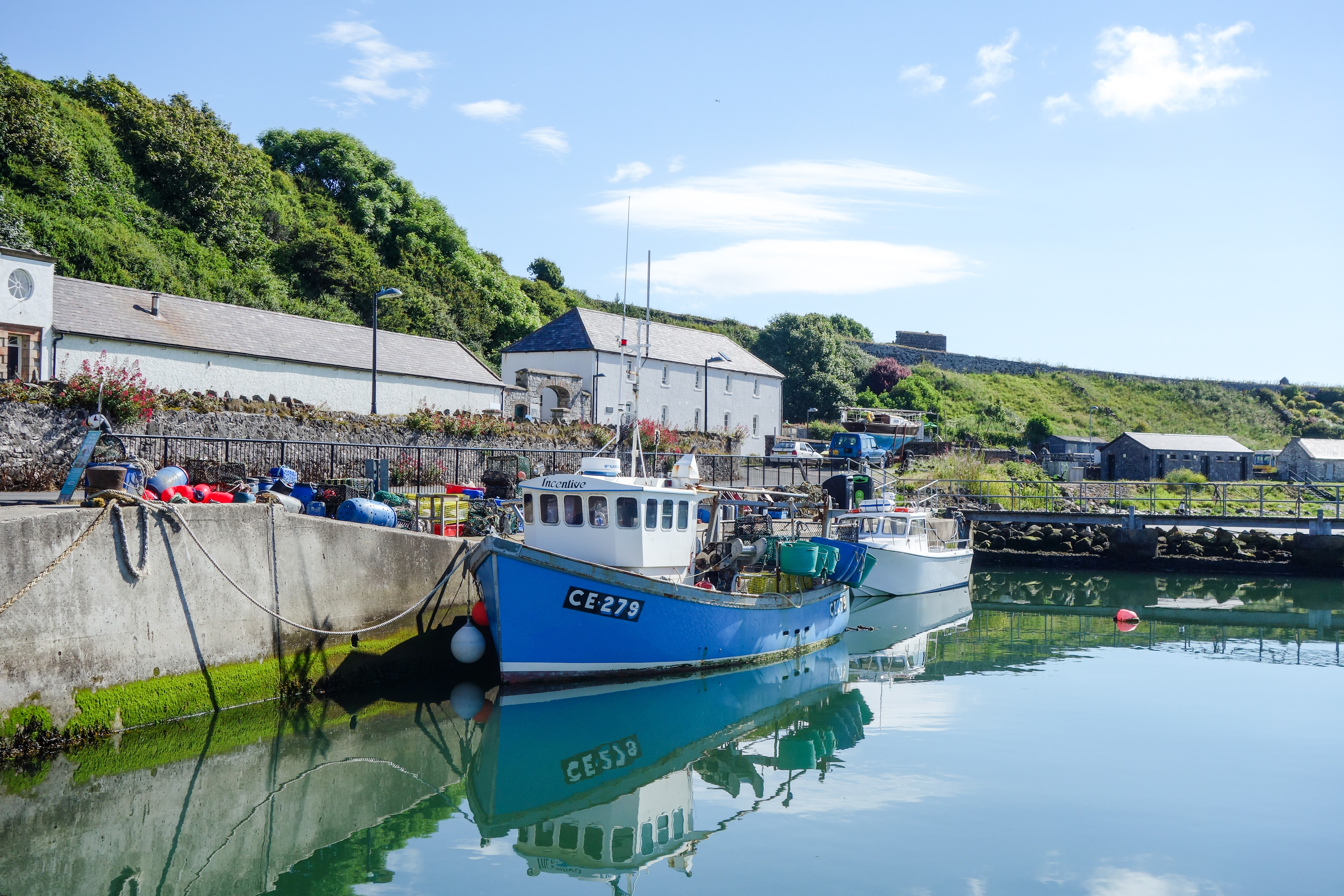
Přístav v Church Bay na Rathlinu
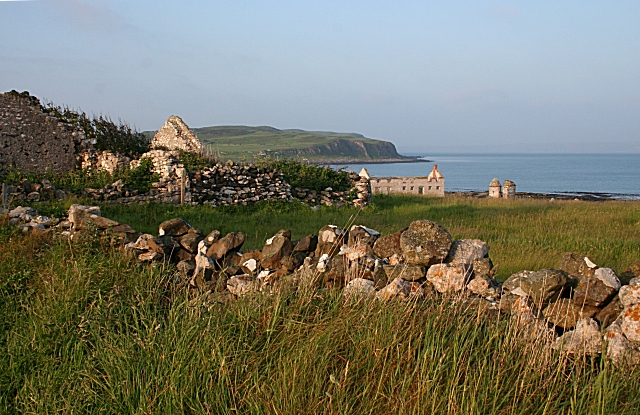
Zříceniny budov v lokalitě Ouig
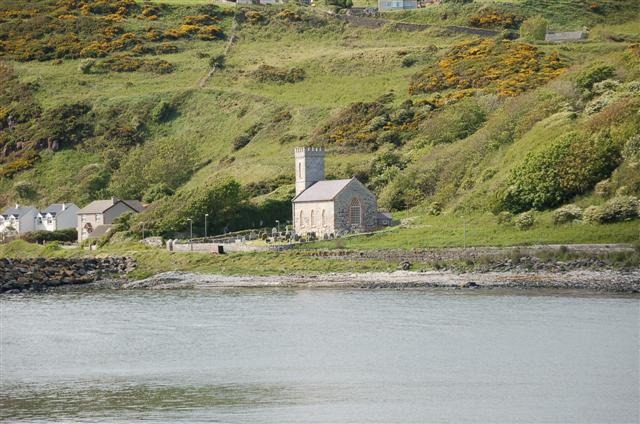
Kostel svatého Tomáše v Church Bay
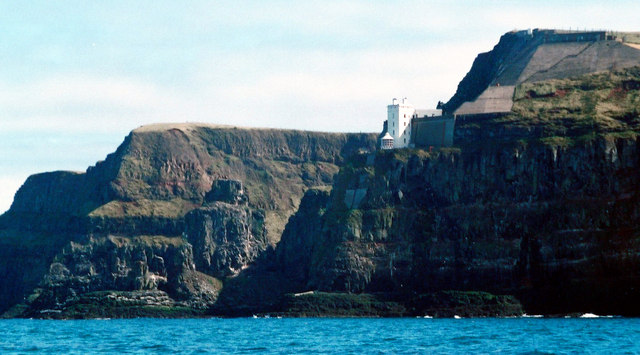
Maják na západních útesech
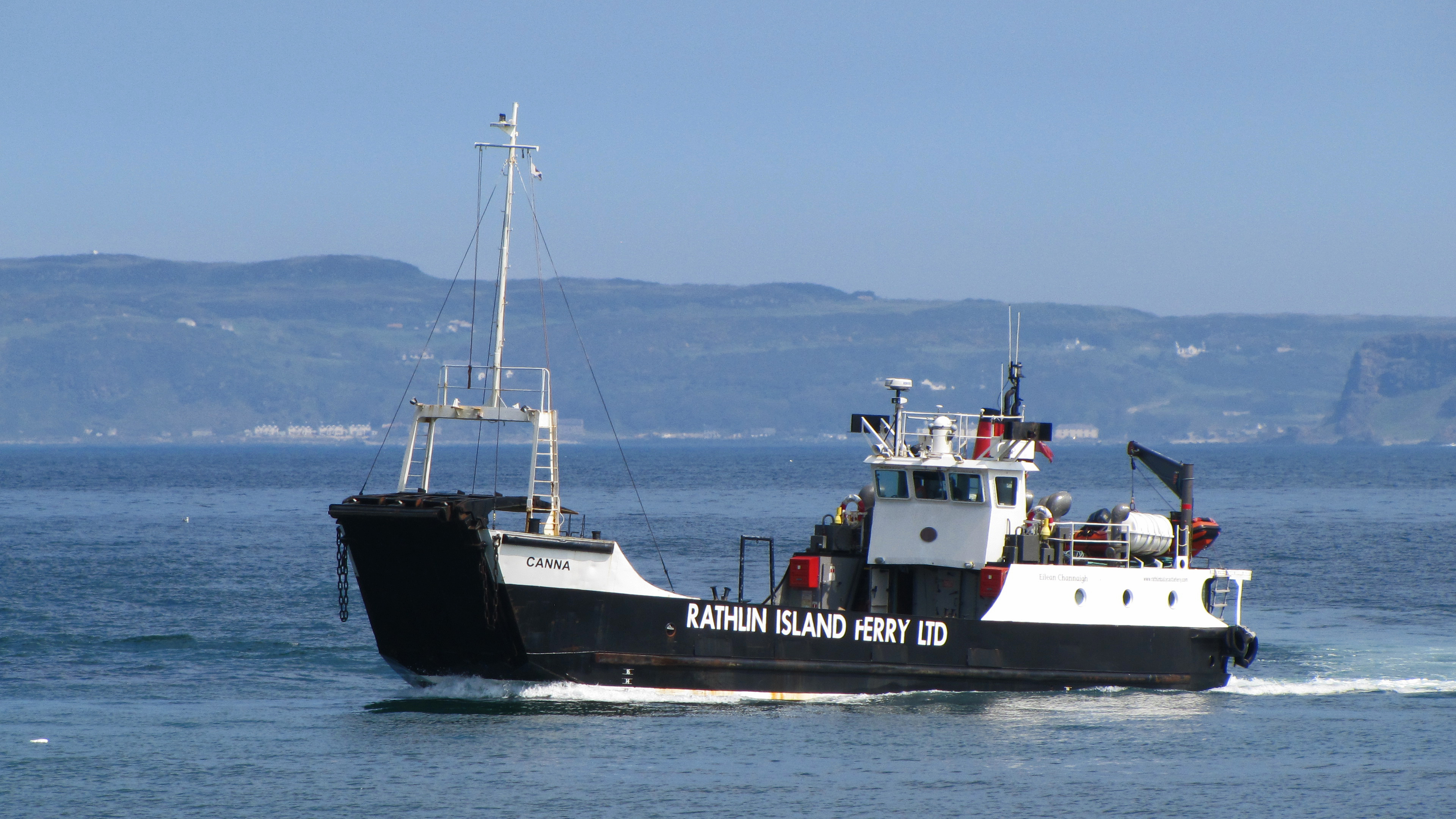
Trajekt Rathlin Express
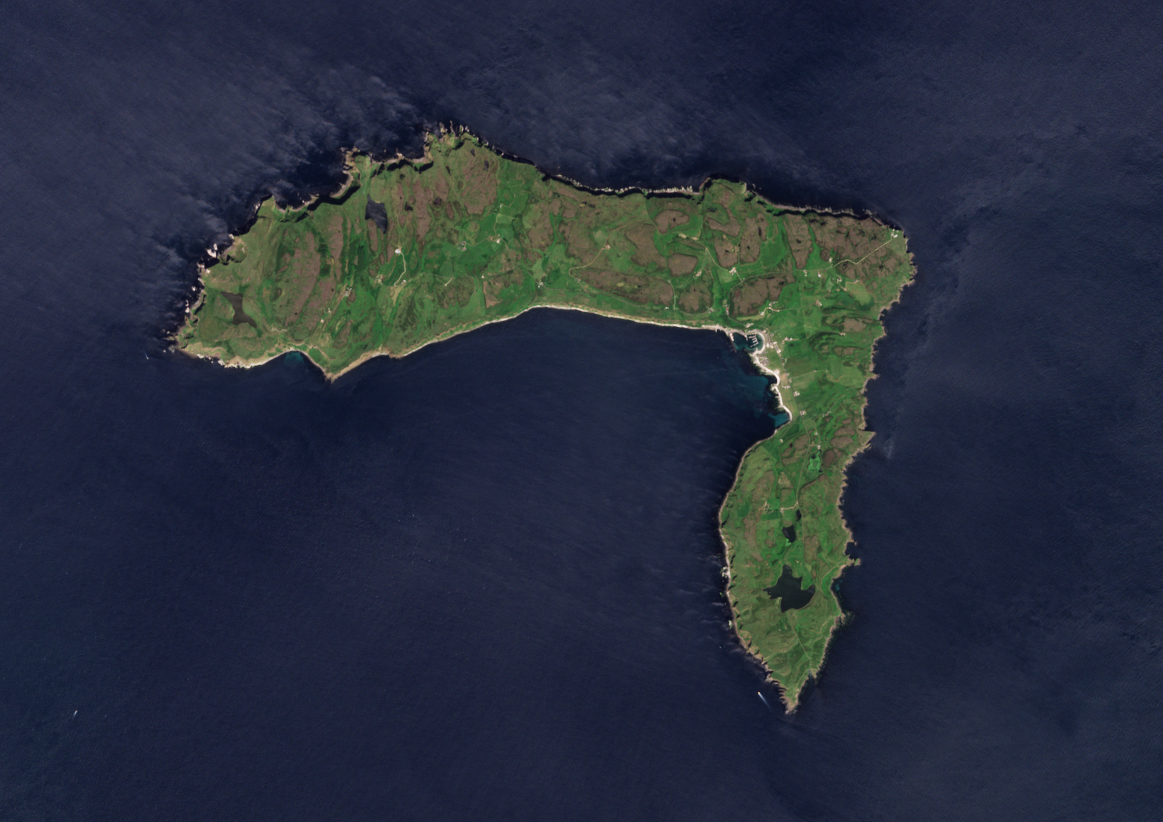
Letecký pohled na ostrov Rathlin
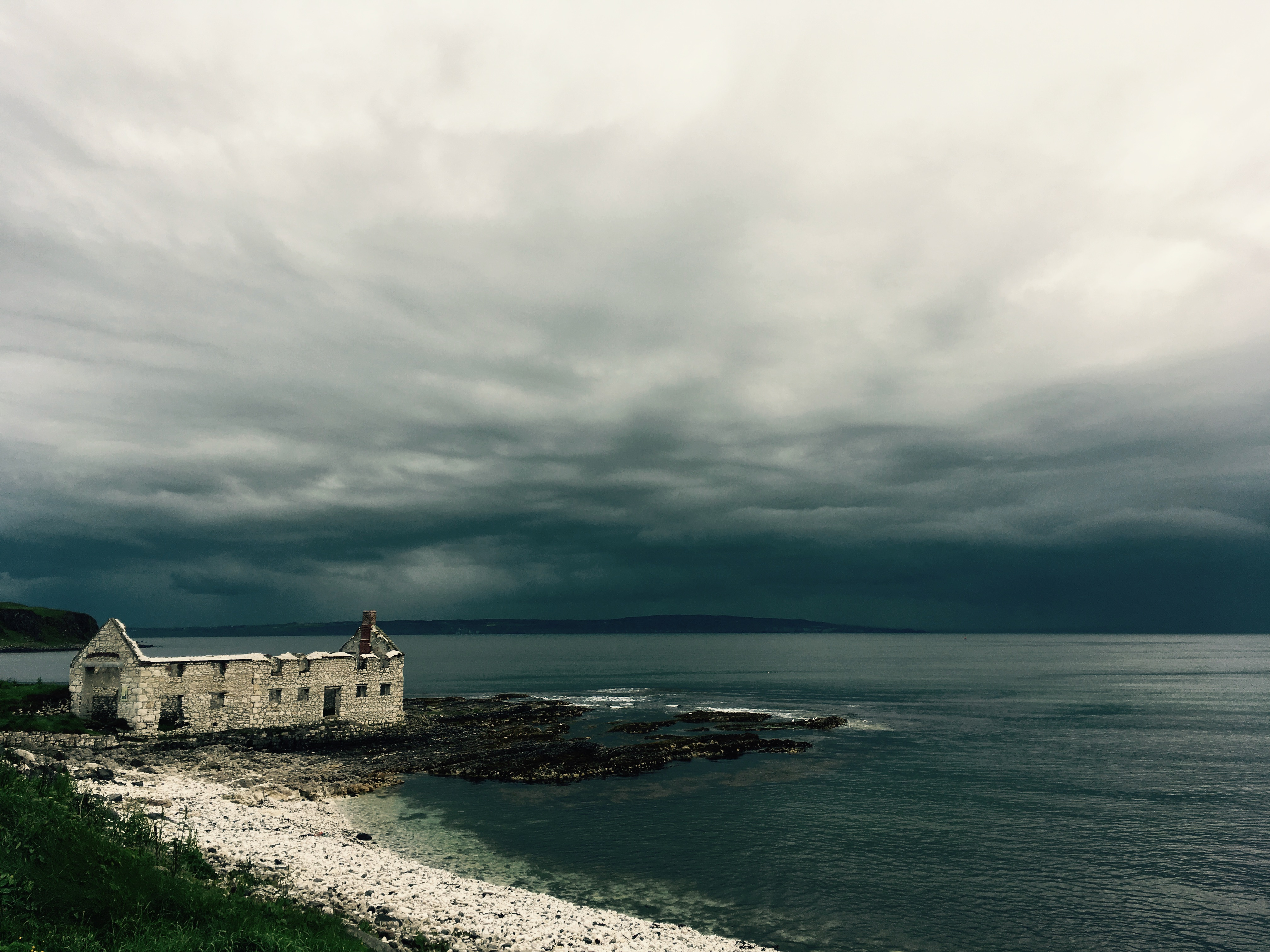
Staré skladiště řas (kelp store)